# Temalangeni Mbali Dlamini
Pour les articles homonymes, voir Dlamini.
Temalangeni Mbali Dlamini, née le 16 juillet 1987 à Mbabane, est une sprinteuse. Elle a représenté le Swaziland aux Jeux olympiques d'été 2008 à Pékin, où elle est devenue le porte-drapeau de la nation lors de la cérémonie d'ouverture. Dlamini a participé à l'épreuve du 400 mètres féminin, où elle a terminé dernière de la septième et dernière série, avec un temps de 59,91 secondes. Elle a également obtenu son meilleur résultat aux Championnats du monde de l'IAAF 2007 à Osaka, au Japon, avec un temps record personnel de 58,27 secondes.